# Dusíkovo divadlo Čáslav
Dusíkovo divadlo Čáslav je divadelní instituce v Čáslavi. Budova divadla je chráněna jako kulturní památka České republiky.

## Historie

### Před založením
5. května 1867 se 32 čáslavských občanů (např. Čermák, Rudolf Jablonský, Fiala a Spudil) sešlo na radnici a rozhodli se založit soukromou společnost pro stavbu divadla, Měšťanské besedy a Zpěváckého spolku. Divadlo se rozhodli pojmenovat podle čáslavského rodáka J.L. Dusíka. Vzniklé konsorcium se zavázalo, že obstará peníze na stavbu a bude na ni dohlížet. Bylo také dojednáno, že budoucí divadelní budova připadne městu v případě, že budou zaplaceny všechny dluhy vzniklé stavbou a město nikdy nezmění účel stavby, tedy že Dusíkovo divadlo zůstane navždy kulturním stánkem. Peníze na stavbu se získávaly divadelními představeními čáslavských ochotníků, dary, úvěry a příspěvky. Občané Čáslavi darovali na stavbu peníze i materiál.
Z divadelního fondu byl zakoupen 29. května 1867 pozemek o rozměrech 600 sáhů, který se později ukázal pro stavbu nevhodný, protože byl silně podmáčený. Přesto ale začala stavba divadla podle plánů Josefa Spudila v historizujícím pseudogotickém slohu. Na jaře 14. dubna 1868 byla stavba svěřena čáslavskému architektovi Františku Skřivánkovi. Z původně plánovaných 10.000 zl. se konečná částka dostala na 24.852 zl. i s interiéry. 28. října 1868 proběhla kolaudace a stavba byla uznána za způsobilou. Vybavení divadla byla na svou dobu velmi moderní. Na divadelní zahradě byl zřízen kuželník a na Besedě kulečník. Do průčelí divadla byla umístěna podobizna J.L. Dusíka, kterou vytesal Jindřich Čapek. Téměř veškeré dekorace, stejně jako oponu s pohledem na Čáslav, zdarma udělal Josef Spudil.

### Otevření divadla
Po kolaudaci proběhla řada plesů a 28. února 1869 došlo ke slavnostnímu otevření Dusíkova divadla. Od té doby se denně hrálo
až několik her (nejčastěji hry Tylovy, Klicperovy, Štěpánkovy). Divadlo navštěvovaly herecké hvězdy jako Sklenářová – Malá, Pospíšilová, Mošna, Lier. Pro Dusíkovo divadlo dokonce Ladislav Quis napsal aktovku Medvěd.
Roku 1870 byl přikoupen další pozemek na pořádání letních zábav. Roku 1886 začala radikální přestavba budovy divadla podle návrhu Ing. Františka Tetřeva. Šlo hlavně o zvýšení bezpečnosti návštěvníků – byla to reakce na požáry velkých divadel po celé Evropě (např. Paříž, Vídeň). V divadle bylo vystavěno více únikových východů, bylo přistavěno skladiště dekorací, nad jevištěm vybudován ohnivzdorný strop, byl zaveden vodovod pro případ požáru a nad šatnami byl navíc postaven byt hostinského.
Roku 1896 byla do průčelí budovy umístěná podobizna J. L. Dusíka od sochaře Jaroslava Znojemského. Roku 1900 bylo do divadla zavedeno acetylenové světlo, které po pěti letech nahradilo světlo plynové. Roku 1901 byla v Dusíkově divadle hrána první opera – Prodaná nevěsta.

### Požáry
Na počátku ledna 1911 vypukl v divadle požár, který se podařilo velmi rychle uhasit. Téhož roku proběhla i celková přestavba Dusíkova divadla podle architekta Josefa Skřivánka – dřevo bylo nahrazeno železobetonem, podlaha jeviště upravena šikmě, byly vystavěny široké galerie, 10 lóží, velký balkon a moderní provaziště. Navíc následně ještě divadelní konsorcium zakoupilo motor na výrobu elektrické energie pro osvětlení budovy.
V noci z 31. prosince 1922 na 1. ledna 1923 vypukl v Dusíkově divadle (resp.ve skladišti dekorací) rozsáhlý požár. Z počátku to vypadalo, že se požár podaří uhasit, pak ale došla voda a oheň se rozšířil pod plechovou střechu, kde začal ničit trámoví celé budovy. Po půlnoci, kdy už bylo zřejmé, že se oheň nepodaří zastavit, vydali se ochotníci s Josefem Skřivánkem a vojáky z čáslavské posádky do útrob hořícího divadla, aby alespoň ze šaten zachránili, co se dá. V jednu hodinu ránu se zřítila střecha do divadelního sálu a začalo hořet celé hlediště a provaziště, bylo zničeno veškeré el.zařízení, foyer i vybavení divadla. Po ničivém požáru zbyly z Dusíkova divadla pouze čtyři holé stěny.

### Nová budova divadla
Již 4. ledna 1923 se sešla správní rada divadla a rozhodla, že dá vybudovat nové divadlo na základech původního. Základním kritériem bylo zabránit opětovnému požáru a znovuotevřít divadlo co nejdříve. Díky různým darům a finančním sbírkám, které organizoval Dr. Karel Tesař
stavba podle plánů arch. Skřivánka a Svobody začala již 24. června 1923. V říjnu téhož roku měla již divadelní budova střechu a začaly práce
uvnitř divadla, které trvaly až do března 1924. Opona byla vymalována Antonínem Růžičkou (dnes je k vidění v Městském muzeu). Celkové náklady na stavbu, interiéry a zařízení jeviště Dusíkova divadla činily 1 060 000 Kč.
Nová činnost byla zahájena 16. března 1924 slavnostním představením hry A. Jiráska Lucerna. V nově otevřeném divadle hrály takové herecké osobnosti jako J. Kohout, J. Pivec, V. Vydra, J. Pospíšil. V roce 1927 se hrály samé novinky různých hodnot. Ochotníci z Prahy vyplňovali mezery čáslavských ochotníků. Tohoto roku bylo divadlo doplněno o skladiště a v dubnu 1930 došlo k nástavbě besedních místností. Ochotníci tak získali dvě místnosti pro šatnu, knihovnu a rekvizitárnu.
21. prosince 1930 se hrála v Dusíkově divadle 1000. hra - Jiráskova Lucerna. Následujícího roku se ochotníci zaměřili na novodobé operety.
V předvečer II. světové války se Sdružení divadelních ochotníku příliš nedařilo. Ve třicátých letech výrazně poklesla návštěvnost divadelních představení a ani nálada v divadelním souboru, vzhledem k tomu, že velká část ochotníků byla židovského původu, nebyla nakloněna vzniku nových inscenací. Přesto ochotníci uvedli roku 1939 odvážnou hru Karla Čapka R.U.R. Roku 1940 bylo divadlo po čtvrté přestavěno podle návrhu arch. Ing. Freiwalda. Při této přestavbě bylo jeviště opatřeno kruhovým horizontem, novými osvětlovacími tělesy a následně novými kulisami.

### Okupace
Za okupace byli čáslavští ochotníci velmi aktivní, ačkoliv byl jejich předseda Jaromír Jirásek uvězněn v Drážďanech. Roku 1941 začali připravovat 100. výročí založení ochotnického spolku. Toto jubileum bylo oslaveno vybraným cyklem českých her, které vesměs svědčily o tom, že ochotníci přistupují ke své práci s pochopením svého povolání: potěšit a povzbudit český lid v době nejtěžší české persekuce a za situace, kdy i oni sami měli existenční problémy. Roku 1943 z celkového počtu 120 ochotníku bylo jen 70 činných a i repertoár byl mnohem chudší. Soubor už postrádal některé členy. Byli zatýkáni gestapem, uvězněni, souzeni a mnohdy i popraveni, neboť se podíleli na odbojové činnosti. V roce 1944 se přestalo hrát nejen ochotnicky, ale byla uzavřena i profesionální divadla. Herci byli nasazeni do výroby. Pak přišel rok 1945 a v Dusíkově divadle se začalo hrát, hned jak to bylo možné, protože někteří se zúčastnili v revolučních dnech osvobozovacích prací, jiní se léčili po návratu z koncentračních táborů.
S čáslavskými ochotníky v té době spolupracoval i scénograf Josef Svoboda (v té době ještě student UMPRUMu), který od roku 1948 působil v Národním divadle. Svoboda inspirovaný tvorbou E.F.Buriana v Čáslavi experimentoval se světelným divadlem – např. inscenace Hadriána z Římsů. V 50. letech byli ochotníci úspěšní i v krajských soutěžích – např. se hrou Sláva (Gusjev).

### Doba poválečná
Hned po válce podali arch. Antonín Paluska a stavitel Jaromír Jirásek návrh plánu na celkovou přestavbu budovy divadla. Jednalo se o návrh vskutku velkolepý, který obsahoval mimo jiné zpřístupnění hlediště ze všech stran pomocí obvodové chodby, šatny a příslušenství i na balkonech,
v přízemí šatny pro herce vybavené umývárnami se sprchami, opravu fasády (na divadelní průčelí byla navržena skupina antických soch). Tento návrh však přešel do ztracena a právě tak finance k tomu účelu sebrané. K částečným opravám podle Palusky a Jiráska došlo v 50. letech.
V r.1957-58 byla provedena oprava elektroinstalace, budova byla zevnitř vymalována a zvenčí nově nahozena,byla opravena střecha.
Obnova a přestavba stála 1 470 000 Kčs.
Po 109 letech došlo ke změně. Jednota divadelních ochotníků byla jako spolek zrušena a stala se divadelním odborem ZK ROH závodů Kosmos. Z nevýznamnější členy můžeme považovat pány: Brhlíka (režisér), Jirouta (scénograf), Jiráska, Pechara, Kalinu, Potměšila, Nováka, Holečka, Kratochvíla a Dvorského atd., z dam pak paní Brhlíkovou, Omskou, Nekovaříkovou, Fořtovou, Šudomovou, Prchalovou či Cincibusovou.
V roce 1955 ochotníci hráli již pod názvem Ochotnické divadlo Domu osvěty. Uvedeny byly např. hry: 100 dukátu za Juana, Nebe na zemi,
Kat a blázen. Tuto dobu můžeme označit za nejúspěšnější období poválečných ochotníků.
Od r. 1960 začíná útlum souboru - ochotníci hráli s chutí, ale zájem o jejich hry slábl. Stále častěji se začínaly objevovat pochybnosti, má-li význam hrát, když na ochotníky chodí tak málo lidí. Posledním výkřikem ochotnické scény byla hra Jaroslava Žáka - Škola základ života (1964). 24. dubna 1965 činnost ochotníků v Čáslavi skončila.

### Rekonstrukce v roce 2012
Celý projekt byl v přípravné fázi rozdělen na dvě etapy, aby byly maximálně naplněny podmínky Regionálního operačního programu Střední Čechy, ze kterého byla na realizaci II. etapy poskytnuta dotace ve výši více než 12 mil. Kč. Celkové náklady obou etap rekonstrukce divadla byly téměř 70 mil. Kč, přičemž město Čáslav investovalo cca 58 mil. Kč. Dostavba divadla zvítězila v Ceně Klubu Za starou Prahu za novou stavbu za rok 2015.

## Současnost

### Technické parametry
Zdroj technických parametrů

#### Světla
- Ovládací pult - STRAND LIGHTING GSX
  - 24 submasterů
  - 60 světelných okruhů
- Podmostová baterie
  - zdvojené vany 8 x 1000 W
  - možné obarvení
- Scénová baterie
  - zdvojené vany 8 x 2000 W
  - možné obarvení

| Přední levá strana   | Přední střed   | Přední pravá strana  |
| -------------------- | -------------- | -------------------- |
| 1 x 2000 W FHR       | 4 x 2000 W FHR | 1 x 2000 W FHR       |
| 4 x 1000 W FHR       |                | 4 x 1000 W FHR       |
| 1 x 650 W HHR bodový |                | 1 x 650 W HHR bodový |

| Portál levý             | Most                    | Portál pravý            |
| ----------------------- | ----------------------- | ----------------------- |
| 1 x 2000 W FHR          | 4 x 500 W FHR           | 1 x 2000 W FHR          |
| 2 x 1000 W FHR          | 4 x 1000 W PAR 6        | 2 x 1000 W FHR          |
| 1 x 500 W FHR           | 2 x 200 W DPR nízkowolt | 1 x 500 W FHR           |
| 1 x 200 W DPR nízkowolt | 2 x 1000 W FHR          | 1 x 200 W DPR nízkowolt |

| Lávka levá     | Lávka pravá    |
| -------------- | -------------- |
| 4 x 1000 W FHR | 4 x 1000 W FHR |

Ovladatelná zásuvka 4× na jevišti.
Tahy - ruční obsluha 16x, každý má nosnost 100 kg.
Inspice z jeviště spojena s kabinou osvětlovače INTERCOM.

#### Zvuk
- Mixážní pult - SPIRIT STUDIO Lc
  - 24 vstupů
- Zesilovače
  - 4 x QSA 1200
- Vybavení kabiny
  - 1 x CD přehrávač DMNITRONIC CDP - 430 - autopausa
  - 1 x MD přehrávač SONY - autopausa
  - 1 x MD přehrávač TASCAM MD - 350 - autopausa
  - 1 x MG přehrávač TECHNICS
  - 1 x EFFECT YAMAHA SPX 990
- Jeviště
  - 4 x repro přední
  - 2 x repro zadní - scénické odposlechy
  - 2 x aktivní odposlechy přední RCF ART 300A

Vše stereo zapojení, možné rozdělení na - levá, pravá, přední, zadní. Inspice z jeviště spojena s kabinou zvukaře INTERCOM. Šatny herců mají odposlechy ze scény.

### Jeviště a hlediště
Kapacita hlavní scény je 443 míst.